# Kaštelai-öböl
A Kaštelai-öböl (horvátul: Kaštelanski zaljev) egy tengeröböl Horvátországban, Dalmáciában.

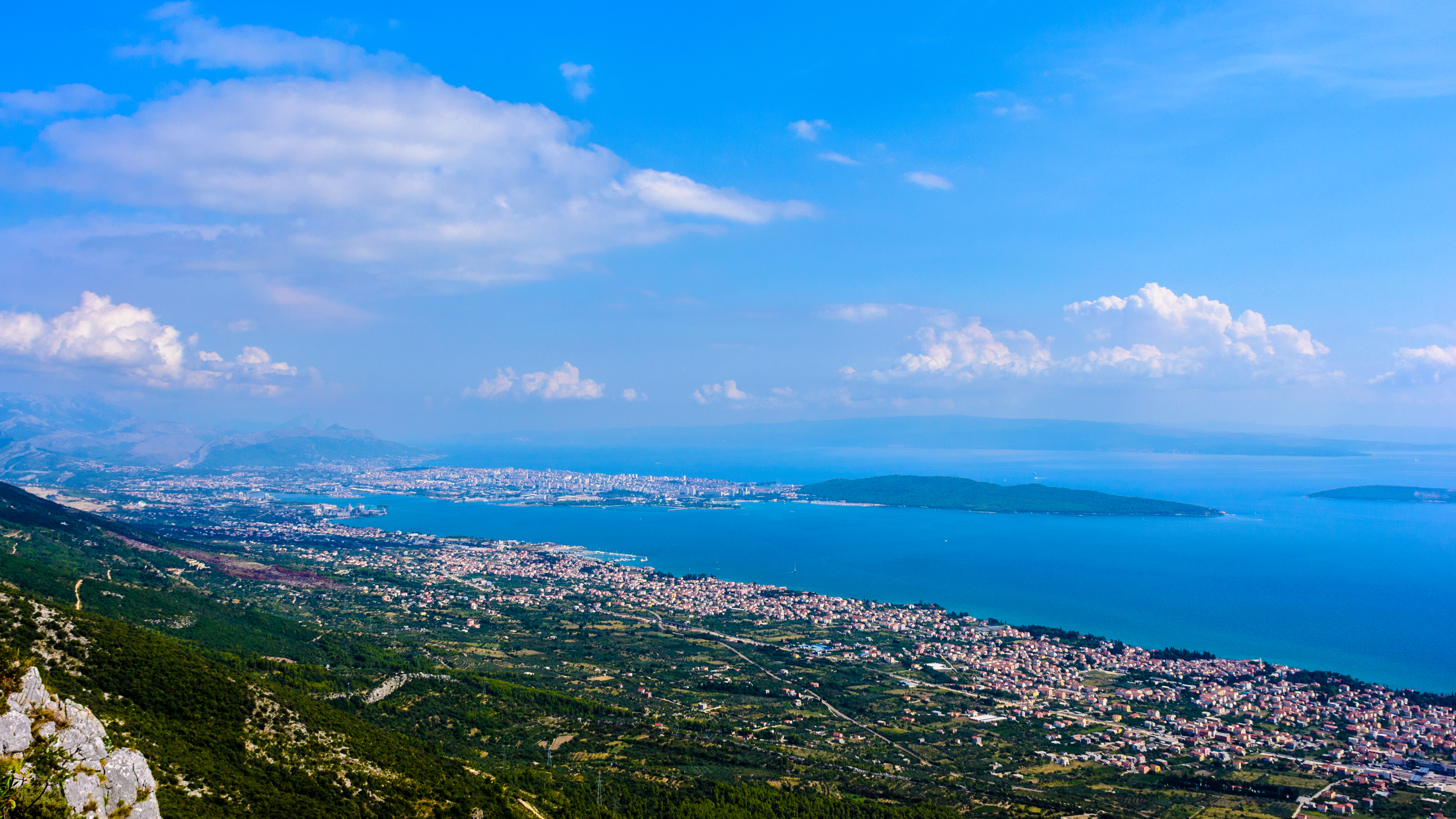
Látkép a Kozjakról az öböl keleti részére

A Kaštelai-öböl Közép-Dalmácia legnagyobb tengeröble. Hosszúsága 14,8 km, legnagyobb szélessége 6,6 km, legnagyobb mélysége 60 m. Az öblöt északon és északkeleten a szárazföld, délen a Spliti-félsziget, nyugaton és délnyugaton pedig Trogir és Čiovo szigete zárja el. A Kaštela-öböl egy lesüllyedt mélyedés, amely flis márgában és homokkőkben képződött.

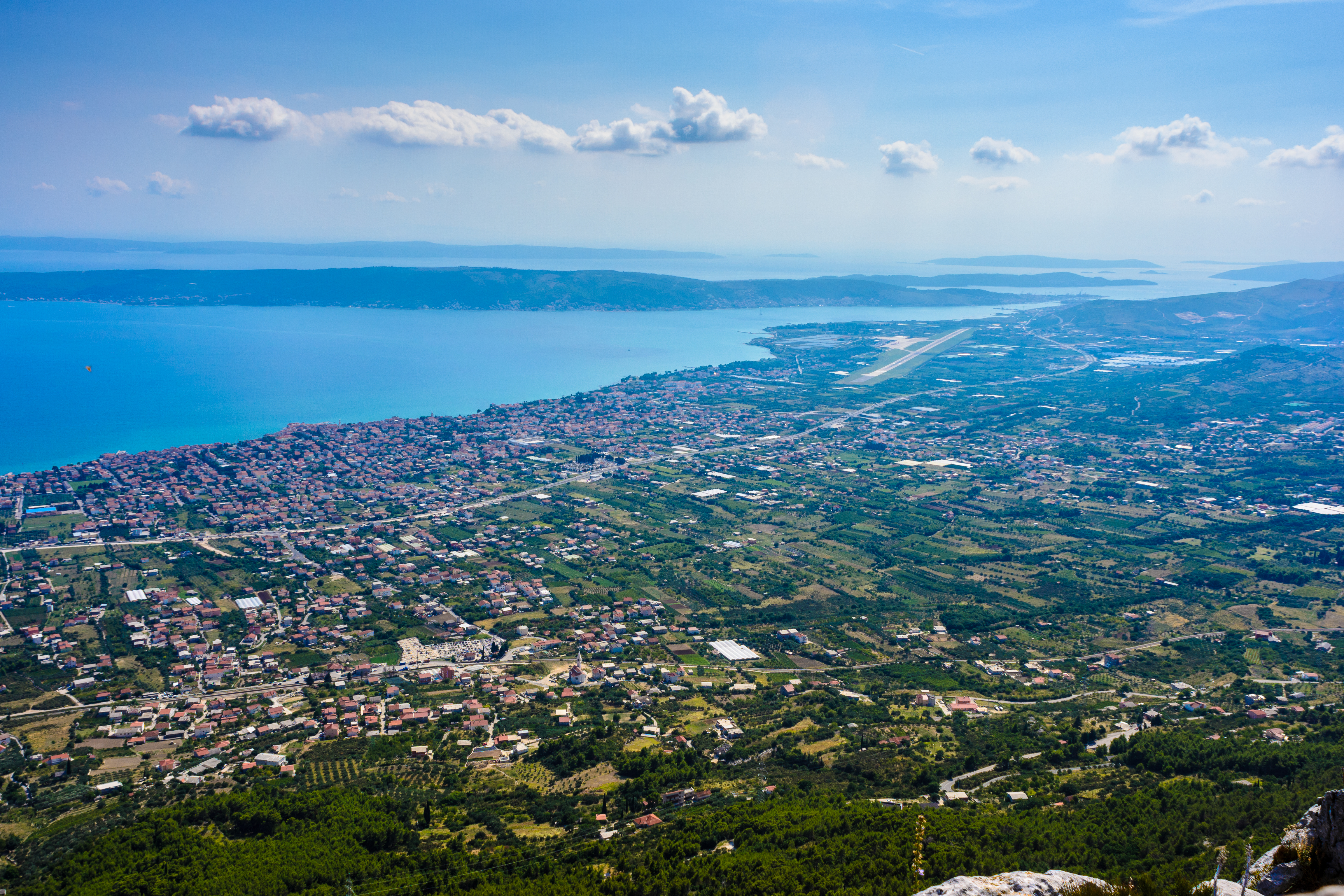
Látkép a Kozjakról az öböl nyugati részére

Az öböl partján a hét Kaštela, valamint Salona, Split, Trogir, Vranjic, Arbanija, Slatine, Mastrinka, Divulje, Bijaći és Sveti Kajo, a 7. századig pedig ott állt a római Salona város, amelynek maradványai még mindig láthatók.
Az öbölbe folyik a Jadro-folyó (Salonában) és a Pantana-patak (Trogir közelében). Számos kisebb sziget is található, például Školjić, Galera, Barbarinac és a Šilo-zátony.
A Kaštelai-öböl az Adriai-tenger egyik legszennyezettebb része.

## Fordítás
Ez a szócikk részben vagy egészben  a   Kaštelanski zaljev című horvát Wikipédia-szócikk ezen változatának fordításán alapul.  Az eredeti cikk szerkesztőit annak laptörténete sorolja fel. Ez a jelzés csupán a megfogalmazás eredetét és a szerzői jogokat jelzi, nem szolgál a cikkben szereplő információk forrásmegjelöléseként.